# Frente da Esquerda Anticapitalista Grega
A Frente da Esquerda Anticapitalista Grega (em grego:  Αντικαπιταλιστική Αριστερή Συνεργασία για την Ανατροπή, ΑΝΤ.ΑΡ.ΣΥ.Α., Antikapitalistiki Aristeri Synergasia gia tin Anatropi, Ant.Ar.Sy.A) é uma coligação de organizaçães de esquerda radical na Grécia . A palavra grega antarsia (que se pronuncia da mesma maneira que a sigla ANTARSYA)  significa "motim". A ANTARSYA descreve-se como uma "frente da esquerda anticapitalista, revolucionária, comunista e da ecologia radical".
A ANTARSYA foi fundada a 22 de março de 2009 por 10 organizações e militantes independentes ligados à Frente de Esquerda Radical (MERA) e à Esquerda Anticapitalista Unida (ENANTIA). Essas organizações vêm de diferentes tradições da esquerda, desde o Partido Comunista da Grécia e o Partido Comunista da Grécia - Interior até ao maoísmo e o trotskismo.

## Membros
Atualmente a ANTARSYA é composta pelas seguintes organizações:
| Organização | Ideologia      | Filiação internacional                                                |
| --- | -------------- | --------------------------------------------------------------------- |
| Federação de Grupos Alternativos e Ecologistas (Οικολόγοι Εναλλακτικοί)                                                    | Eco-socialismo |                                                                       |
| Grupo da Esquerda Anticapitalista (Αριστερή Αντικαπιταλιστική Συσπείρωση)                                                  | maoísmo        |                                                                       |
| Grupo de Esquerda (Αριστερή Συσπείρωση)                                                                                    | maoísmo        |                                                                       |
| Recomposição da esquerda (Αριστερή Ανασύνθεση)                                                                             | maoísmo        |                                                                       |
| Nova Corrente de Esquerda (Νέο Αριστερό Ρεύμα για την Κομμουνιστική Απελευθέρωση)                                          | comunismo      |                                                                       |
| Organização dos Comunistas Internacionalistas da Grécia - Spartacus (Οργάνωση Κομμουνιστών Διεθνιστών Ελλάδας - Σπάρτακος) | trotskismo     | Quarta Internacional (pós-reunificação)                               |
| Movimento Comunista Revolucionário da Grécia (Επαναστατικό Κομμουνιστικό Κίνημα Ελλάδας)                                   | maoísmo        |                                                                       |
| Partido Socialista dos Trabalhadores (Σοσιαλιστικό Εργατικό Κόμμα)                                                         | trotskismo     | Tendência Socialista Internacional, Esquerda Anticapitalista Europeia |

A Organização dos Comunistas Internacionalistas da Grécia (em grego:   Οργάνωση Κομμουνιστών Διεθνιστών Ελλάδας, Organosi Kommouniston Diethniston Elladas), participou na fundação da ANTARSYA mas deixou a coligação pouco depois de 18 de maio de 2009.

## Organização
A ANTARSYA baseia-se em assembleias locais de militantes ao nível de cidade ou de bairro, com um comité central de coordenação em Atenas. Periodicamente realiza assembleias nacionais.

## Ideologia
A ANTARSYA defende o não pagamento da dívida pública grega e a nacionalização sem indeminização das principais indústrias. O partido também defende um salário mínimo de 1.400 euros, a redução do horário de trabalho para 35 horas semanais sem redução salarial e plenos direitos políticos e sociais para os imigrantes.

## História eleitoral
As primeiras eleições em que a ANATRSYA participou foram as europeias de 2009, onde obteve 21.951 votos (0,43%). Nas legislativas desse ano apresentou listas em todos os círculos, tendo obtido 24.737 votos (0,36%).

## Resultados eleitorais

### Eleições legislativas
| Data    | Votos  | %         | Deputados | +/- | Status            |
| ------- | ------ | --------- | --------- | --- | ----------------- |
| 2009    | 24 687 | 0,4 (#8)  | 0 / 300   |     | Extra-parlamentar |
| 05/2012 | 75 416 | 1,2 (#13) | 0 / 300   | =   | Extra-parlamentar |
| 06/2012 | 20 416 | 0,3 (#12) | 0 / 300   | =   | Extra-parlamentar |
| 01/2015 | 39 497 | 0,6 (#12) | 0 / 300   | =   | Extra-parlamentar |
| 09/2015 | 46 096 | 0,9 (#10) | 0 / 300   | =   | Extra-parlamentar |

### Eleições europeias
| Data | Votos  | %         | Deputados | +/- |
| ---- | ------ | --------- | --------- | --- |
| 2009 | 21 951 | 0,4 (#13) | 0 / 22    |     |
| 2014 | 41 307 | 0,7 (#18) | 0 / 21    | =   |

### Eleições regionais
| Regiões administrativas da Grécia |         |      |         |     |
| Data                              | Votos   | %    | Eleitos | +/- |
| 2010                              | 97.499  | 1,79 | 7 / 725 |     |
| 2014                              | 128.154 | 2,27 | 9 / 703 | 2   |